# Nouvelle approche de divisibilité et de test de primalité déterministe -- détection des nombres de Carmichael
Présentation
Gnouma Jérôme Kadouno
Gnouma Jérôme Kadouno, né en République de Guinée, est un mathématicien, inventeur et intellectuel guinéen. Il est principalement connu pour ses travaux en théorie des nombres, ses contributions aux tests de divisibilité et de primalité, ainsi que pour ses recherches appliquées dans les domaines technologiques et pédagogiques.
Biographie
Après avoir obtenu le baccalauréat scientifique avec mention Très Bien, Gnouma Jérôme Kadouno se classe 32ᵉ au niveau national en 2016, puis 19ᵉ en 2017. Il poursuit des études en génie civil à l’Université Gamal Abdel Nasser de Conakry, tout en enseignant les mathématiques et la physique de manière autodidacte.
Il développe également une activité artistique dans la calligraphie et la sérigraphie entre 2013 et 2018, avant de s’orienter vers l’électricité industrielle. Il s’installe aux États-Unis, où il travaille comme technicien contractuel auprès de grandes entreprises telles que Intel, TSMC et Watlow.
Il est diplômé en Applications Électriques de l’Institut de Réfrigération de Phoenix, où il reçoit les distinctions TopTech 2023 et Étudiant distingué en 2024. Il obtient également un certificat en entrepreneuriat de l’Université d’État d’Arizona.
Travaux scientifiques
Gnouma Jérôme Kadouno est l’auteur de plusieurs contributions en mathématiques pures, notamment en arithmétique algorithmique et en analyse tabulaire. Ses recherches portent sur la structure des tables de multiplication, les tests de primalité alternatifs, et l’optimisation des critères de divisibilité. Il est notamment à l’origine :
d’un nouvel algorithme de divisibilité, de la conjecture de Kadouno–Serre, de l’hybridation avec le test de Fermat, de méthodes d’analyse de convergence et d’optimisation algorithmique, de généralisations théoriques aux diviseurs non consécutifs, d’un test de primalité tabulaire, de l’utilisation du primoriel pour renforcer les performances du test, et d’une méthode déterministe de détection des nombres de Carmichael, apportant une solution à un défaut des tests probabilistes classiques. Ses travaux associent rigueur mathématique, modélisation tabulaire, et applicabilité pratique 
en cryptographie, pédagogie et calcul structuré.
Publication littéraire
En 2025, il publie l’essai « Mariage » (éditions Yuigui / Sitar, Guinée), dans lequel il propose une lecture historique et philosophique des dynamiques conjugales modernes.
Distinctions
• TopTech 2023 — Institut de Réfrigération de Phoenix
• Étudiant distingué de fin de cycle 2024
• Lauréat du Baccalauréat national (Guinée, 2017) Mention : Très Bien Classé 19ᵉ au niveau national — Série Sciences Mathématiques
Notes et références
Kadouno, G.J. (2025) A New Algorithmic Approach to Integer Divisibility and Factorization. Advances in Pure Mathematics, 15, 472-482. doi:
https://doi.org/10.4236/apm.2025.157022
Kadouno, G.J. (2025) Analysis of Multiplication Tables by Sum, Difference and Product: A New Approach to Primality. Advances in Pure Mathematics, 15, 505-517. https://doi.org/10.4236/apm.2025.158025